# Судоль
Судоль (бел. Судоль) — деревня в Борисовском районе Минской области Беларуси. Входит в состав Пригородного сельсовета.

## География
Деревня находится в северо-восточной части Минской области, к востоку от автодороги Н-8081 и реки Схи, на расстоянии приблизительно 10 километров (по прямой) к северо-востоку от города Борисов, административного центра района. Абсолютная высота — 172 метра над уровнем моря. Площадь населённого пункта — 0,1016 км².

## История
В 1897 году хутор входил в состав Борисовского уезда Минской губернии, насчитывалось 9 дворов и 89 жителей.
По состоянию на 1909 год, в Судоли имелся 10 дворов и проживал 81 человек. В административном отношении хутор входил в состав Зачистской волости.
В 1930-х годах, в ходе проведения коллективизации, был образован колхоз «Красная Судоль».
До 17 августа 1963 года деревня входила в состав Неманицкого сельсовета, до 30 октября 2009 года — в состав Бродовского сельсовета.

## Население
По данным переписи 2019 года, в деревне проживало 18 человек.
| Год  | Население, человек |
| ---- | ------------------ |
| 1897 | 89                 |
| 1909 | ↘ 81               |
| 1917 | ↗ 92               |
| 1926 | ↘ 88               |
| 1960 | ↗ 124              |
| 1988 | ↘ 31               |
| 2008 | ↘ 17               |
| 2009 | ↘ 12               |
| 2019 | ↗ 18               |